# Znak Svatého Eustacha
Znak Svatého Eustacha, jednoho ze tři ostrovů (spolu s ostrovy Bonaire a Saba) Karibského Nizozemska, které ale užívá jako celek nizozemský státní znak, je tvořen polceným štítem s patou. Heraldicky pravá strana je červené pole se zlatou skálou nad deseti zvlněnými pruhy, střídavě modrými a bílými. Na levé, bílé polovině je umístěna oranžová pevnost nad tyrkysovým mořem. V bílé patě je pak modrá ryba se zlatými šupinami a tyrkysovou hlavou a hřbetní ploutví. Štít je ovinut šňůrou modrých korálků a podložen dvěma stvoly cukrové třtiny. Hradební koruna má čtyři věže s šestnácti stínkami. Pod znakem je stříbrná, dvakrát přeložená stuha s černým latinským nápisem SUPERBA ET CONFIDENS (česky Hrdý a sebejistý).

## Symbolika
Zlatá skála připomíná historický název ostrova (Golden Rock) z období, kdy byl střediskem obchodu. Jde vlastně o siluetu neaktivního stratovulkánu Quill. Oranžová pevnost představuje pevnost Fort Oranje, nejstarší budovu na ostrově. Z této pevnosti zazněly 16. listopadu 1776 dělové salvy na počest americké vlajky na lodi Andrew Doria, první lodi pod vlajkou nového státu, která vplula do cizího přístavu, jež de facto znamenaly první uznání USA. Ryba v patě štítu představuje žraloka křídlatého a symbolizuje rozvíjející se turistický ruch a připomíná přírodní bohatství a ekologické dědictví ostrova.
Modré korálky jsou historickou zvláštností ostrova, stvoly cukrové třtiny připomínají dřívější plantáže. 16 stínek připomíná 16 historických pevností, které kdy na ostrově stály.

## Historie
Do roku 2010 byl ostrov (nizozemsky Sint Eustatius) součástí zámořského území Nizozemské Antily a užíval i znak Nizozemských Antil.

Znak Nizozemských Antil (1964–1986)
Znak Nizozemských Antil (1986–2010)

Současný znak byl neoficiálně užíván od roku 2002, přestože nezískal souhlas Hoge Raad van Adel (nizozemsky Vysoká rada šlechty). 16. listopadu 2004, v tzv. Den Svatého Eustacha (Statia day), vstoupila v platnost zákonná opatření o znaku, vlajce a hymně ostrova. Znak byl vybrán z 50 návrhů, autorem znaku je Walter Hellebrand.